# Sibbaldia
Genre
Sibbaldia est un genre de plantes de la famille des Rosacées.

## Liste d'espèces
Selon BioLib (5 juillet 2024) :
- Sibbaldia parviflora Willd.
- Sibbaldia procumbens L.
- Sibbaldia semiglabra C.A. Mey.

Selon NCBI (5 juillet 2024) :
- Sibbaldia aphanopetala Hand.-Mazz., 1939
- Sibbaldia cuneata Edgew., 1846
- Sibbaldia cuneifolia Potentilla cuneifolia Bertol., 1863
- Sibbaldia olgae Juz. & Ovcz., 1941
- Sibbaldia parviflora Willd., 1799
- Sibbaldia procumbens L., 1753
- Sibbaldia retusa Potentilla retusa O.F.Muell.
- Sibbaldia semiglabra C.A.Mey., 1849

Selon Tropicos (5 juillet 2024) (Attention liste brute contenant possiblement des synonymes) :
- Sibbaldia adpressa Bunge
- Sibbaldia altaica Laxm.
- Sibbaldia aphanopetala Hand.-Mazz.
- Sibbaldia axilliflora (Hook. f.) Chatterjee
- Sibbaldia californica (Cham. & Schltdl.) Spreng.
- Sibbaldia compacta (W.W. Sm. & Cave) Dikshit & Panigrahi
- Sibbaldia cuneata Hornem. ex Kuntze
- Sibbaldia cuneifolia (Bertol.) Paule & Soják
- Sibbaldia erecta L.
- Sibbaldia glabriuscula T.T. Yu & C.L. Li
- Sibbaldia macropetala Murav.
- Sibbaldia macrophylla Turcz. ex Juz.
- Sibbaldia melinotricha Hand.-Mazz.
- Sibbaldia micropetala (D. Don) Hand.-Mazz.
- Sibbaldia minutissima Kitam.
- Sibbaldia miyabei (Makino) Paule & Soják
- Sibbaldia olgae Juz. & Ovcz.
- Sibbaldia omeiensis T.T. Yu & C.L. Li
- Sibbaldia parviflora Willd.
- Sibbaldia pentaphylla J. Krause
- Sibbaldia perpusilla (Hook. f.) Chatterjee
- Sibbaldia perpusilloides (W.W. Sm.) Hand.-Mazz.
- Sibbaldia phanerophlebia T.T. Yu & C.L. Li
- Sibbaldia potentilloides Cambess.
- Sibbaldia procumbens L.
- Sibbaldia pulvinata T.T. Yu & C.L. Li
- Sibbaldia purpurea Royle
- Sibbaldia pusilla (W.W. Sm.) Dikshit & Panigrahi
- Sibbaldia retusa (O.F. Müll.) T. Erikss.
- Sibbaldia semiglabra C.A. Mey.
- Sibbaldia sericea (Grubov) Soják
- Sibbaldia sikkimensis (Prain) Chatterjee
- Sibbaldia taiwanensis H.L. Li
- Sibbaldia tenuis Hand.-Mazz.
- Sibbaldia tetrandra Bunge
- Sibbaldia tridentata (Aiton) Paule & Soják
- Sibbaldia trullifolia (Hook. f.) Chatterjee
- Sibbaldia unguiculata Rajput & Syeda